# 8250 Cornell
A 8250 Cornell (ideiglenes jelöléssel 1980 RP) a Naprendszer kisbolygóövében található aszteroida. Edward L. G. Bowell fedezte fel 1980. szeptember 2-án.